# مكتبة ولاية باهيا المركزية
مكتبة ولاية باهيا المركزية مكتبة عامة تعمل في حي باهيس في سلفادور عاصمة ولاية باهيا البرازيلية. تأسست في 13 مايو 1811، ويشار إليها باسم أول مكتبة عامة في أمريكا اللاتينية. تتكون مجموعتها من 600 ألف ملف، منها أكثر من 150 ألف كتاب، ويتم توزيعها بين تسعة أقسام (الأطفال، البحث/المرجع، القرض، الدوريات، الأعمال النادرة والقيمة، وثائق باهيان، الفنون والسمعية البصرية) وفقًا إلى معلومات من 2018.
يعد مسارح فيلمان ومعرض بيهي فيرغر ومسرح إسباسو إكسيستو ومكتبة للأطفال، ومقر مديرية إيماج وصوت باهيا جزءًا من مرافقها.

## التاريخ
قام العقيد بيدرو جوميز فيراو كاستيلو برانكو (المقيم الذي أطلق عليه اسم سولار فيراو) بإثارة إنشاء المكتبة، والتي جاء ترخيص الإنشاء مع الوثيقة الموقعة في 13 مايو 1811 من قبل دوم ماركوس جي نورونيا. في نفس العام كانت المكتبة مفتوحة للجمهور مع حوالي 3000 كتاب وستة موظفين في 4 أغسطس. من هذا العام حتى عام 1900 عندما كان تحت إشراف خوسيه دي أوليفيرا كامبوس، عملت في المكتبة السابقة للكنيسة اليسوعية (كاتدرائية بازيليكا اللاحقة في سلفادور). تم نقلها إلى مقرها الجديد في عام 1970.